# Pieve di Sant'Andrea a Cercina

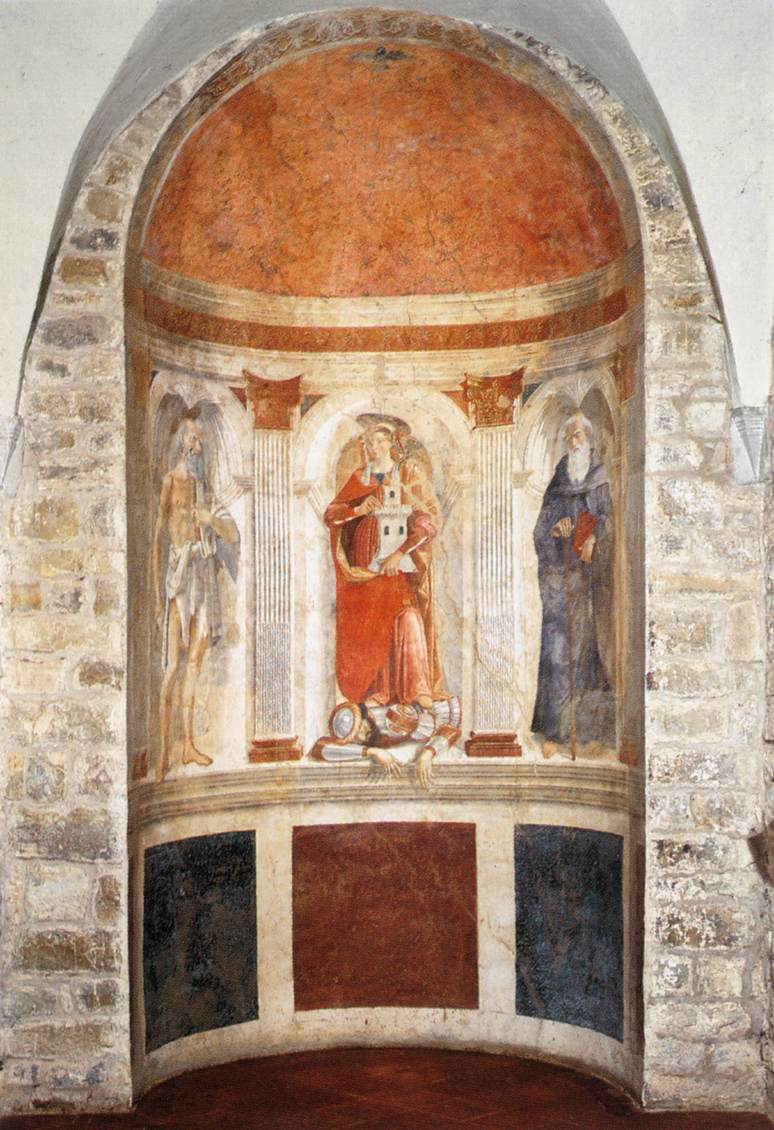
Santi Girolamo, Barbara e Antonio Abate di Ghirlandaio

La pieve di Sant'Andrea si trova a Cercina, nel comune di Sesto Fiorentino, in provincia di Firenze, arcidiocesi della medesima città.

## Storia e descrizione
Ricordata nell'880 e anticamente denominata Santa Gerusalemme, fu di patronato dei Catellini da Castiglione, che promossero interventi architettonici quali, nel XIV secolo, l'ampliamento dei locali adibiti a residenza del rettore e del pievano, e, nel XV secolo, la sistemazione del chiostro.
L'edificio, a tre navate divise da pilastri, è caratterizzato da un elemento particolarmente originale: l'aggetto della cella campanaria rispetto alla canna del campanile.
Il portico cinquecentesco crea un ideale raccordo tra la chiesa e la facciata cinquecentesca della canonica. Nell'abside destra sono affreschi giovanili di Domenico Ghirlandaio (Santi Girolamo, Barbara e Antonio Abate), nell'abside centrale è il polittico trecentesco del Maestro di San Niccolò; in fondo alla navata sinistra sono affreschi tardocinquecenteschi.